# Monumentul eroilor poporului chinez

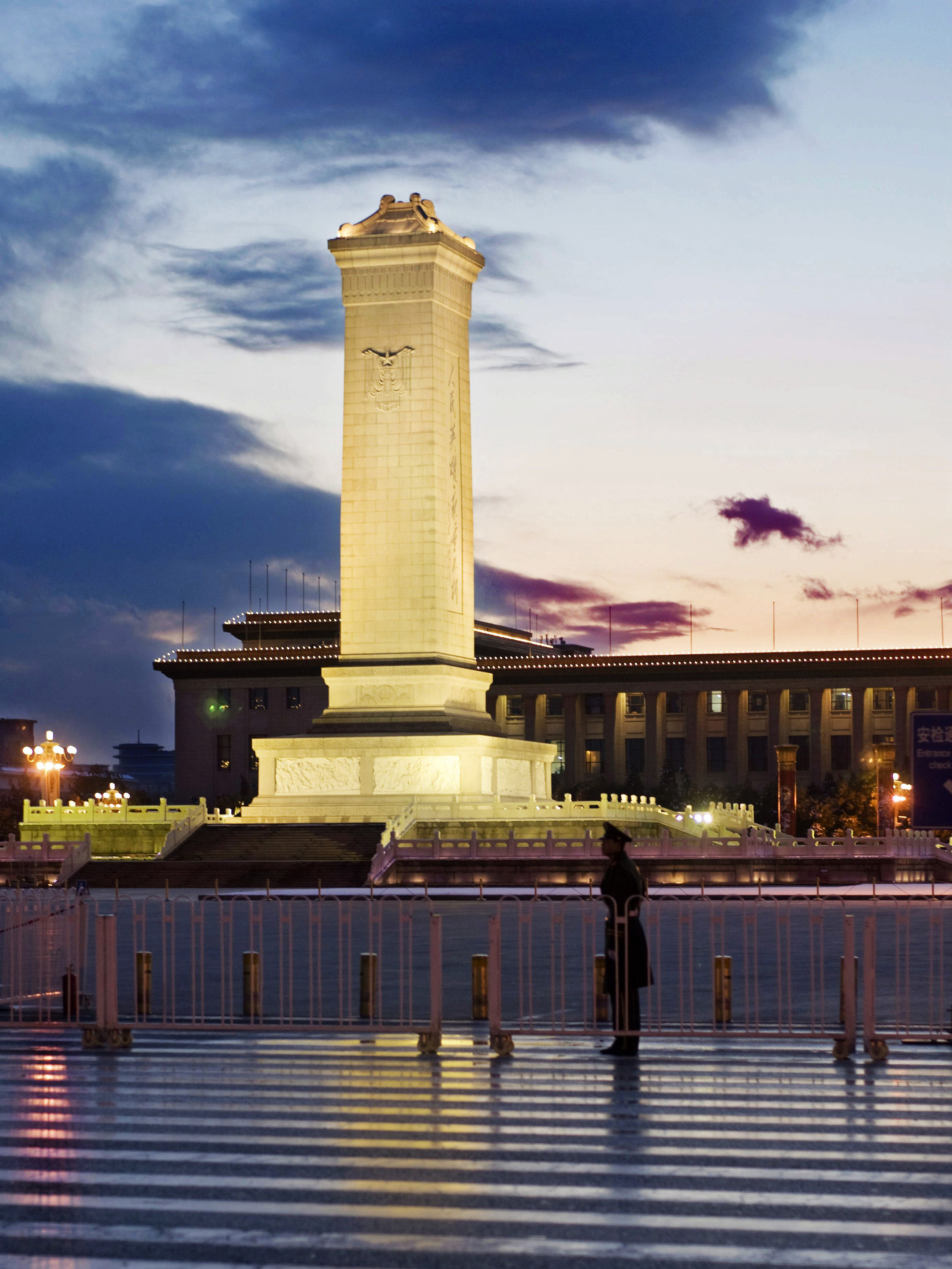
Monumentul seara

Monumentul eroilor (chin. 人民英雄纪念碑, Rénmín Yīngxíong Jĭnìanbēi) se află în Piața Tiananmen din Beijing. El este un obelisc, monument național ridicat în cinstea eroilor care au căzut în lupta revoluționară din secolul XVII și XIX în China.

## Descriere
Monumentul are 36,88 sau 38,1 m înălțime, locul ocupă o suprafață de 3000 m2.
El a fost construit între anii 1952 și 1958, se află amplasat la nord de mausoleul lui Mao Zedong la marginea de sud din Piața Tiananmen. Construcția cântărește 10 000 de tone și are 17 000 blocuri de marmură și granit aduse din provincia Shandong.
Pe locul monumentului se află sculpturi în marmură ce reprezintă scene din timpul revoluției.